# جيري نولز
جيري نولز (بالإنجليزية: Jerry Knowles)‏ هو سياسي أمريكي، ولد في 30 يوليو 1948 في الولايات المتحدة. حزبياً، نشط في الحزب الجمهوري. وقد انتخب عضو مجلس نواب بنسيلفانيا.